# Fegen (sjö)
Fegen är en sjö i Kalvs och Håcksviks socknar i Svenljunga kommun, Gunnarps socken i Falkenbergs kommun samt Gryteryds och Burseryds socknar i Gislaveds kommun. Delarna i Svenljunga kommun ligger i Västergötland, delarna i Falkenbergs kommun i Halland och delarna i Gislaveds kommun i Småland (Jönköpings län). Stora delar av sjön ingår i ett naturreservat, som är delat på tre län; Fegen (naturreservat, Hallands län), Fegen (naturreservat, Jönköpings län) och Fegen (naturreservat, Västra Götalands län). Till största delarna ingår naturreservaten i EU-nätverket Natura 2000.
Fegen ligger i ett under istiden uterroderat klippbäcken som öppnar sig åt sydväst. Här är dock terrängen avstängd av avlagringar av rullstensgrus och morän mot sjön Kalven i väster. Det naturliga avloppet har i stället gått i norr i viken Norra Fegen genom Spångån, vilken mynnar i Kalvån som sedan för vattnet vidare till Kalven, varifrån vattnet sedan fortsätter norrut och mynnar i Ätran. Sjön har dock senare sänkts genom att en kanal, Götshults kanal, grävts genom Nordre Svansjön och Söndre Svansjön direkt till Kalven varigenom huvuddelen av sjöns vatten nu uttappas. Numera rinner bara vatten via Spångån vid högvatten, vid lågt vattenstånd går i stället flödet åt andra hållet. Sedan 1940 är sjön reglerad för vattenkraftsändamål.
Sjön Fegen ingår i Ätrans huvudavrinningsområde. Sjön är 36 meter djup, har en yta på 23,4 kvadratkilometer och befinner sig 132 meter över havet. Fegen ligger i Fegen Natura 2000-område och skyddas av habitat- och fågeldirektivet. Sjön avvattnas av vattendraget Porsån (Kvarnatorpsån). Vid provfiske har en stor mängd fiskarter fångats, bland annat abborre, bergsimpa, braxen och gärs.
I södra ändan av sjön ligger småorten Fegen och där passerar länsväg 153. Ungefär mitt i sjöns nedre del (i höjd med Gunnarpsbyn Joarsbo) möts de tre landskapen Halland, Småland och Västergötland vid koordinaterna N 57.15 / O 13.10.

## Delavrinningsområde
Fegen ingår i delavrinningsområde (634680-133808) som SMHI kallar för Förgrening. Medelhöjden är 143 meter över havet och ytan är 88,78 kvadratkilometer. Räknas de 6 avrinningsområdena uppströms in blir den ackumulerade arean 187,7 kvadratkilometer. Porsån (Kvarnatorpsån) som avvattnar avrinningsområdet har biflödesordning 3, vilket innebär att vattnet flödar genom totalt 3 vattendrag innan det når havet efter 110 kilometer. Avrinningsområdet består mestadels av skog (59 %). Avrinningsområdet har 24,9 kvadratkilometer vattenytor vilket ger det en sjöprocent på 28 %.

## Fisk
Vid provfiske har följande fisk fångats i sjön:
| - Abborre - Bergsimpa - Braxen - Gärs - Gädda - Gös | - Lake - Löja - Mört - Sarv - Sik - Siklöja |